# Ericsbergs slott
Ericsberg är ett slott i Stora Malms socken i Katrineholms kommun, Södermanland. Godset var ett fideikommissbolag inom friherrliga ätten Bonde.

## Byggnaden
Huvudgården ligger vid Åkeforsåns utlopp ur den lilla Eriksbergssjön. Slottet behärskar hela omgivningen från en höjd. Det började byggas av riksrådet friherre Erik Karlsson Gyllenstierna (död 1657) och färdigställdes av hans fru, Beata von Yxkull. Med hjälp av arkitekten Nicodemus Tessin d.ä. förskönades det och försågs med flyglar av sonen Kristofer Gyllenstierna, riksråd och överståthållare. Efter att delvis fått förfalla, blev det fullt iståndsatt och förskönat av släkten Bonde på 1800-talet. Det reparerades 1812 av friherre Carl Carlsson Bonde och 1862 av Carl Jedvard Bonde. Efter Carl Carlson Bondes restaurering 1897 med Isak Gustaf Clason som arkitekt ”torde [slottet] vara en af Sveriges mest storartade byggnader på landet" enligt Nordisk familjebok.
Slottet består av tre våningar förutom källarvåningen. Det har fyra tornprydda hörnflyglar. I den sydvästra flygeln ingår ett kapell. Mittemot den statyprydda slottsterrassen på södra sidan står en stor fontän i brons av Fredrik Wilhelm Scholander. Slottets inre är lika påkostat som det yttre. Rummen är stora samt prydda med plafondmålningar av Ehrenstrahl. Det innehöll länge dyrbara samlingar av tavlor, mynt, medaljer och ett omfattande bibliotek. Mynten, medaljerna och böckerna började dock försäljas på auktion från 2007 och framåt på grund av fideikommissets upphörande.

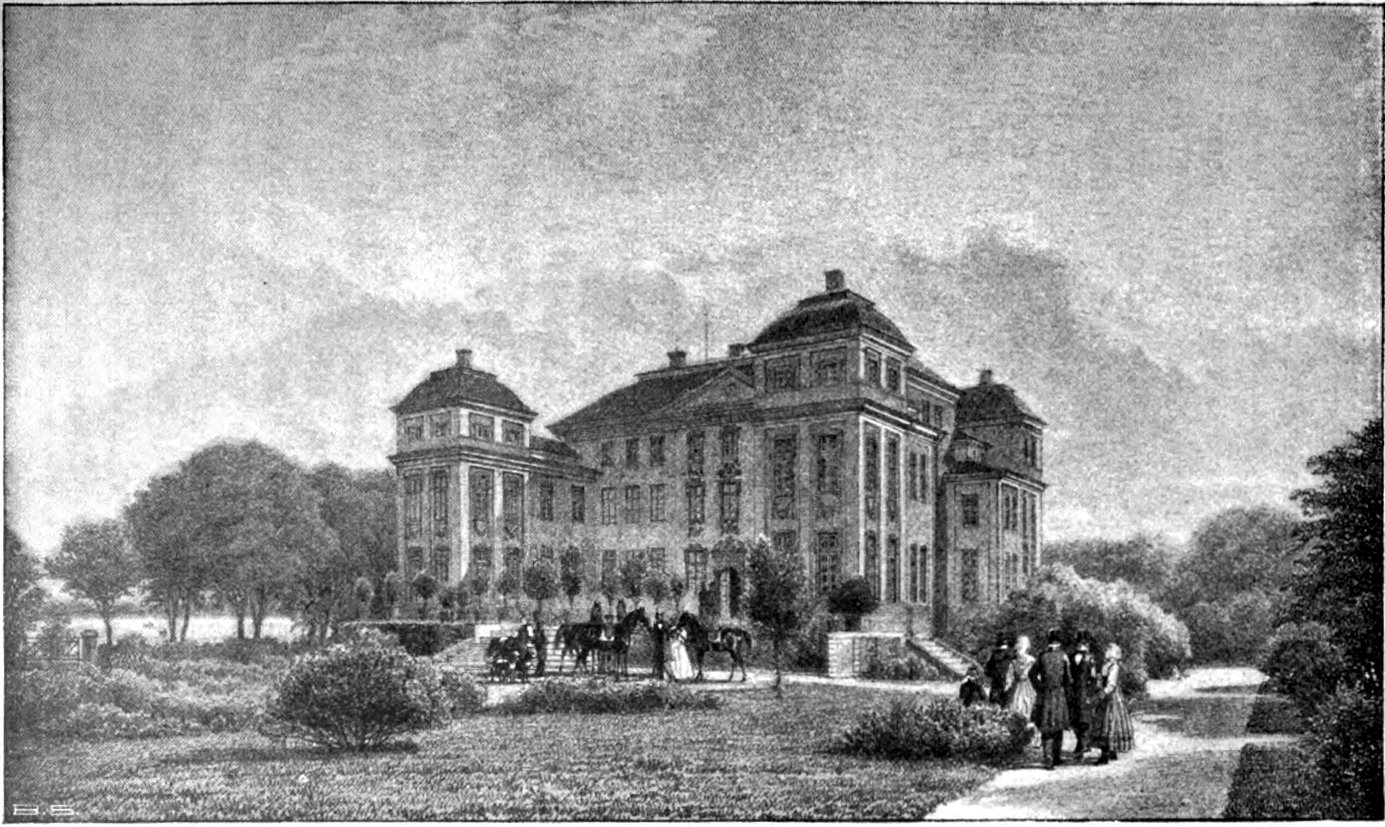
"Eriksberg" efter en teckning av Ferdinand Richardt. Publicerad 1869.

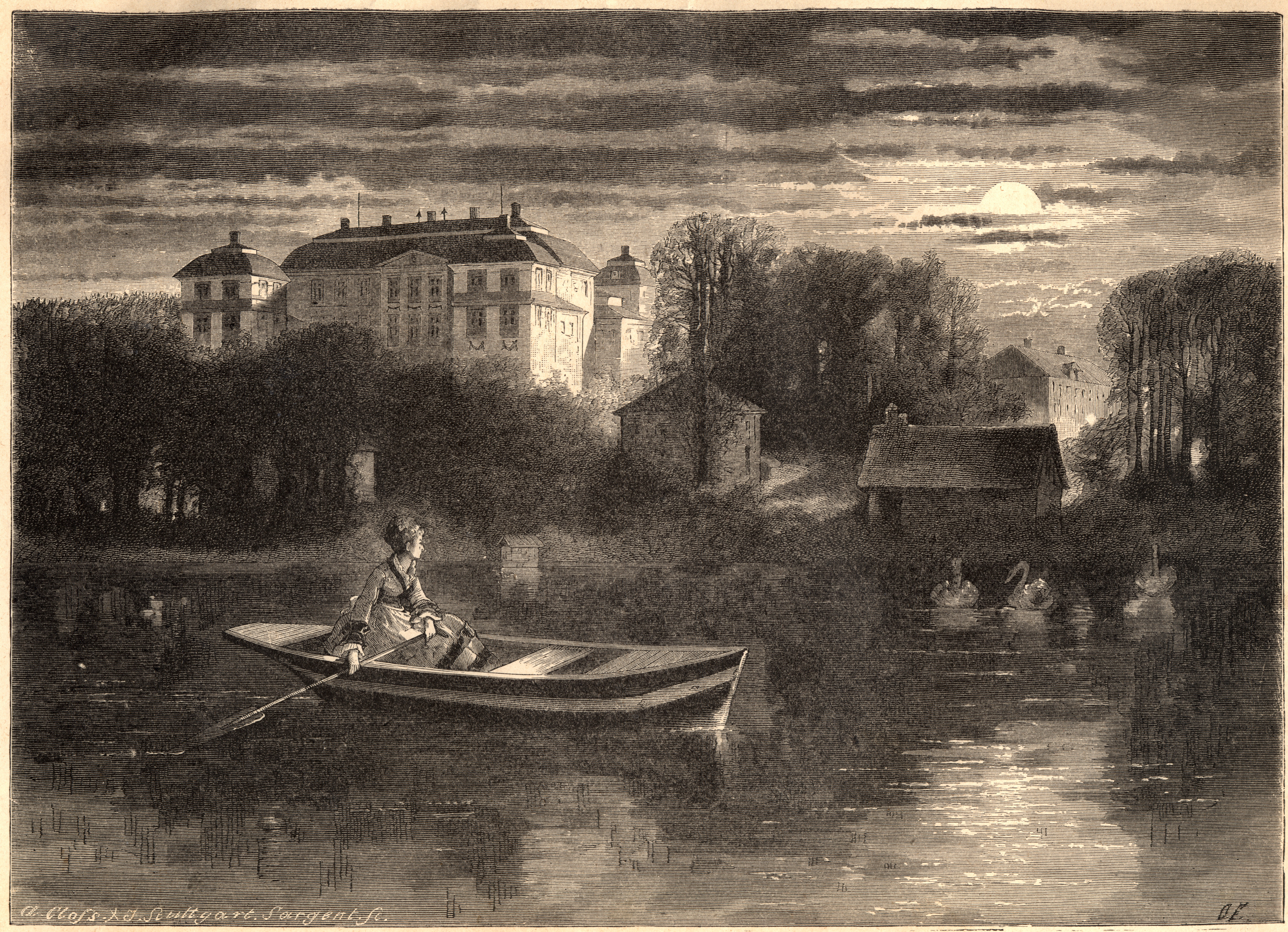
Xylografi 1876.

Här finns även ett privatarkiv.

## Ericsbergs bibliotek
Ericsbergs bibliotek är ett privatbibliotek som grundades av friherre Carl Jedvard Bonde. Grunden till samlingen lades i och med 1843 års förvärv av 3 500 volymer som handlade om svensk historia, topografi och nordiska antikviteter. Biblioteket byggdes upp genom målmedvetet bevarande under flera decennier. I faderns testamente bestämdes att biblioteket skulle som fideikommiss bli kvar på Ericsbergs slott. Accessionen fortsatte genom arvingarnas försorg. Så småningom kom biblioteket att bestå av 50 000 volymer, mestadels om svensk kulturhistoria. Stora delar av biblioteket såldes i början av 2000-talet genom kataloger från Antikvariat Mats Rehnström och Centralantikvariatet i Stockholm.

## Historia
Platsen där Ericsberg nu ligger, kallades tidigare Pintorp eller Pinnatorp, vilket bland annat står omnämnt 1508 då väpnaren Knut Nilsson av Bosgård sålde torpet till fru Anna Karlsdotter, änka efter riddaren Erik Eriksson (Gyllenstierna) d.y.. Pintorp stannade därefter inom släkten Gyllenstierna. Det byggdes om av Beata von Yxkull och hon lät uppkalla det till Ericsberg efter sin make Erik Gyllenstierna. Beata von Yxkull styrde själv godset när hennes man låg ute i kriget. Enligt en sägen fick hon heta Pintorpafrun eftersom hon genom sina hårda arbetsmetoder lät pina de anställda och godsets torpare.
Sedan den grevliga ätten Gyllenstierna dött ut 1733 köptes Ericsberg av ryttmästaren David Henrik Hildebrand. Han utökade ägorna betydligt och gjorde det 1778 till fideikommiss för sin son, David Gotthard Hildebrand, som dog 1808. Han testamenterade det i sin tur till sin systerson friherre Carl Carlsson Bonde. Denne ärvdes av sonen överstekammarherren Carl Jedvard Bonde. Dennes son, överstekammarjunkaren Carl Carlson Bonde ärvde godset 1895. Fideikommisset avvecklades när den siste fideikommissarien hovjägmästare Carl Jedvard Carlsson Bonde avlidit 1988.

## Pintorpafrun
Enligt en spökhistoria är det på Ericsberg som den så kallade Pintorpafrun går igen. Det finns olika uppfattningar om vem Pintorpafrun egentligen var, däribland figurerar Anna Karlsdotter, änka efter riddaren Erik Erikssons Gyllenstierna och Beata von Yxkull, maka till Erik Gyllenstierna, samt Gabriel Oxenstiernas änka Anna Gustafsdotter Banér, trots att hon aldrig varit bosatt på godset Pintorp.

## Slottsparken

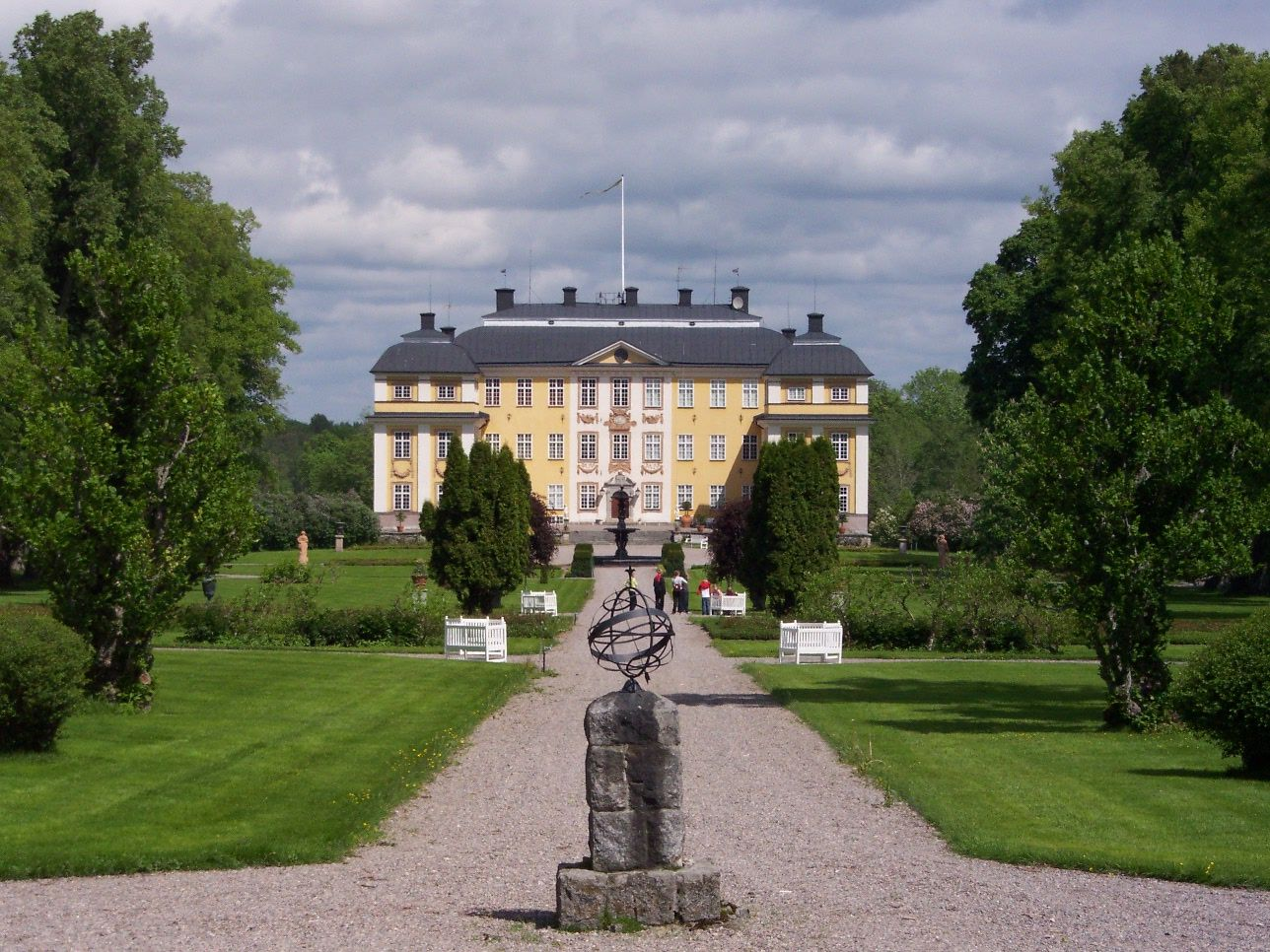
Parken

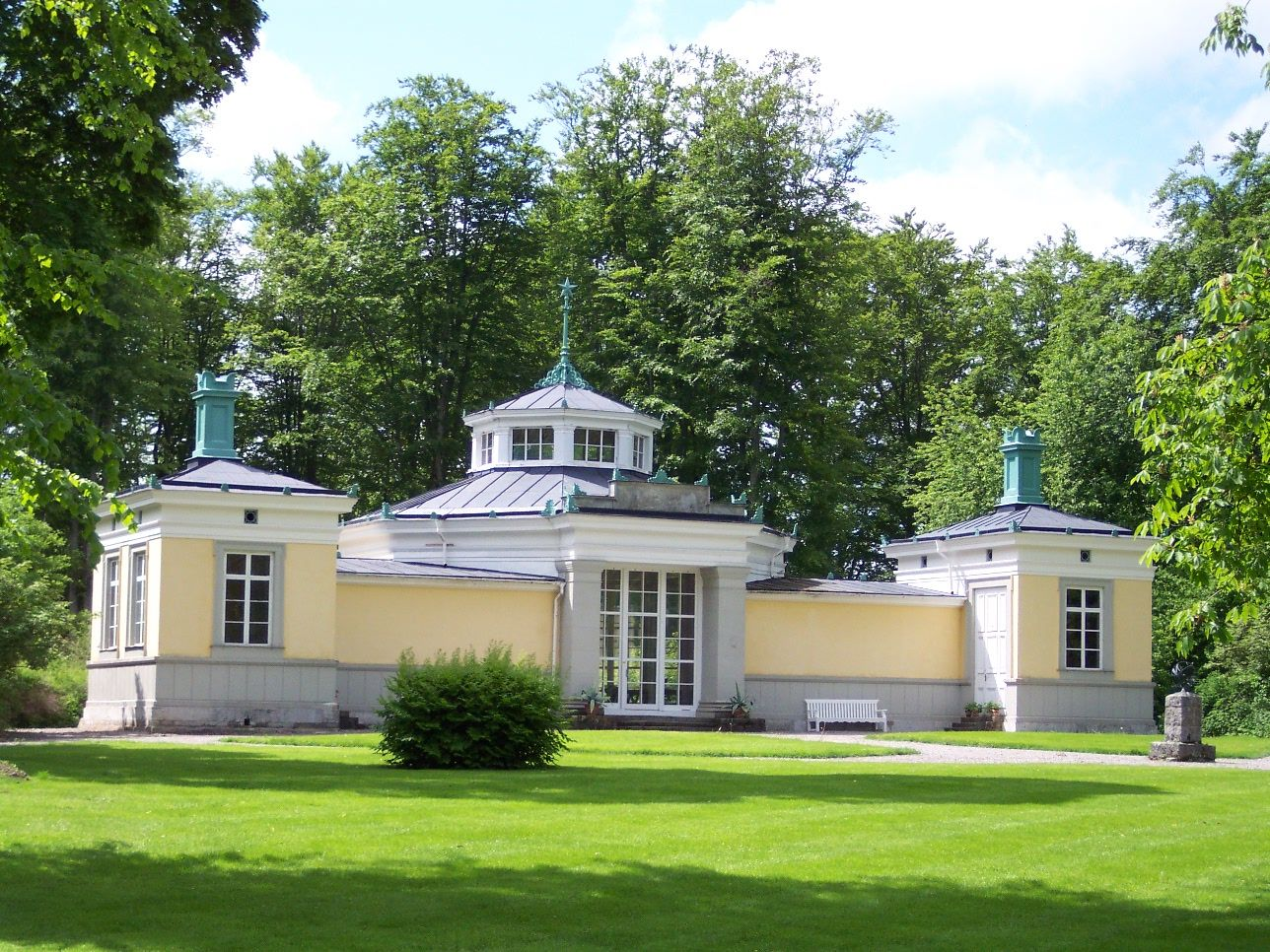
Orangeriet

I slottsparken som är öppen för allmänheten finns bland annat en kopia av labyrinten på Hampton Court. Andra områden i parken är barockparken, rosenträdgården, vårträdgården, landskapsparken och italienska parken. I parken finns ett orangeri uppfört 1856 som fortfarande används.

## Verksamhet idag
1808 övergick Ericsberg till släkten Bonde i vars ägo den fortfarande finns kvar. Till godset (Ericsbergs Fideikommiss AB) hör ett stort markinnehav på totalt 16 700 hektar. På Ericsberg bedrivs också omfattande ridverksamhet. Svenska mästerskapen i dressyr har arrangerats på Ericsberg fyra gånger: 2005, 2007, 2009 och 2014. Till godset hör också Forssjö bruk. Markinnehavet fördelar sig enligt följande:
- Skogsmark 11 579 hektar.
- Åkermark 2 340 hektar.
- Betesmark 900 hektar.
- Övrig mark 760 hektar.
- Vatten 1 130 hektar.
- Totalt 16 700 hektar.